# Велика спрутка
Велика спрутка (лат. Calidris canutus) је птица селица из реда шљукарица. Назив рода Calidris потиче од старогрчке речи kalidris или skalidris, која се у време Аристотела употребљавала за сиву птицу која се среће у близини воде. Постоје два објашњења како је латинска реч canutus припала баш овој птици. Прво је настало на основу сивобеле обојености перја у зимском периоду, а друго, веродостојније објашњење, је по данском краљу Кнуту Великом. Наиме, легенда каже да је овај владар забранио плими да надолази. Плима га није послушала и наквасила му је краљевску одору и стопала. Великој спрутки, док тражи храну на обали, таласи додирују стопала, па то подсећа на незгоду која се десила краљу Кнуту.

## Опис
Дужина тела од врха репа до врха кљуна је 23–26 cm, а распон крила је 45–53 cm. Маса птице је од 85 до 220 грама. Доста је већа и крупнија од црнотрбе спрутке. Кљун је обично прав, кратак и дебео. У лету јој се примећује танка бела линија на дугим крилима, кратко заобљено тело и бледосиви надрепак. Зимско перје и перје младих птица је сиво са израженом светлом обрвом изнад ока и кратким сивозеленим ногама. Мужјак је у сезони парења јарко наранџасто обојен, док је женка нешто мање упадљива. Младе јединке, поред сиве боје, на себи имају и жуте преливе на грудима. Понекад је жута боја толико изражена да младунац може подсећати на одраслу јединку у гнездећем перју.

## Распрострањење и станиште
Има веома велики ареал распрострањења. Насељава Аљаску, острва Канадског Арктичког архипелага, Гренланд, острва руског Арктика и полуострво Чукотка. Зиму проводи на источним и западним обалама Атлантика и Пацифика, у приобаљу Индије и око целе Аустралије.

### Подврсте
На свету постоји 6 подврста велике спрутке и свака има другачије распрострањење:
- C. c. canutus  - Насељава полуострво Тајмир и вероватно Јакутију; током сеобе одмара дуж обале Ваденског мора, а зимује у западној и јужној Африци и јужној Азији.
- C. c. rufa  - Насељава јужније делове канадског Арктика; током сеобе одмара на обали залива Делавер, а зимује у приобаљу јужне Флориде, Тексаса и северног Бразила.
- C. c. piersmai  - Насељава Новосибирска острва; током сеобе одмара на обали Бохајског мора, а зимује у северозападној Аустралији.
- C. c. roselaari  - Насељава Врангелово острво и северозападну Аљаску; током сеобе одмара у делти река Јукон и Каскоквим и у округу Грејс Харбор, а зимује на обали западног Мексика, југоисточног САД, северне Венецуеле и јужне Панаме.
- C. c. rogersi  - Насељава полуострво Чукотка; током сеобе одмара у пробаљу Бохајског мора, а зимује на подручју Аустралазије.
- C. c. islandica  - Насељава северније делове канадског Арктика и северни Гренланд; током сеобе одмара на обали округа Тромс у Норвешкој, а зимује на плажама западне Европе.

Насељава неполодне, стеновите висоравни арктичке тундре. Погодно станиште за свијање гнезда су јој гребени изложени временским непогодама, забарена станишта у подножју брда, оцедне хумке настале од биљака из рода Dryas и брдовити платои са оскудном вегетацијом, коју обично чине биљке из рода Salix. Ван гнездећег периода је стриктно везана за морске обале, зону плиме и осеке, естуаре, лагуне, пешчане скровите плаже, заливе и луке. Повремено се може срести у брактични мочварама.

## Биологија
Исхрану у периоду размножавања доминантно чине адултни и ларвални облици инсеката, углавном из редова , ,  и , али и пауци, рачићи, пужеви и црви. Недостатак инсеката употпуниће семеном трске, раставићима и младицама биљака. На сеоби се чешће храни шкољкама, пужевима, чланковитим црвима, рачићима, инсектима и икром потковичастих краба из рода Limulus. Ретко се храни рибом и семеном. Четири јајета полаже у плитко удубљење на оголелој земљи, стени или шљунчаној плажи, а обично је окружено вегетацијом тундре. Родитељи се смењују током инкубације која траје двадесетак дана. Убрзо након излегања птићи сами траже храну, а могу да лете већ након 18 до 20 дана. Углавном се сели ноћу. Одрасле јединке сеобу почињу већ у јулу, док полно незреле птице крећу на ово опасно путовање тек средином августа, како би прикупиле што више масних наслага. На гнездеће територије се враћа у периоду мај-јун. Велики број птица се задржава у Финској почетком јуна. Понекад се на зимовању окупља у огромна јата. Сматра се да се у Европи гнезди између 15 000 и 30 000 парова, док је светска популација процењена да броји од 891 000 до 979 000 јединки.

## Угроженост
Великој спрутки највише прети губитак станишта на којима се храни током сеобе. На популације које се селе дуж обале источне Азије, неповољно утиче деградација приобалног појаса Жутог мора. Процењује се да је 65% плимних наноса изгубљено у последњих пет деценија. Тај губитак се приписује урбанизацији, мелиорацији земљишта и експанзији индустрије и пољопривреде, које директно угрожавају станишта на којима се, поред ове, хране и одмарају, и остале врсте птица из породице Scolopacidae. На смањење доступног плена прилично утиче прекомерна експлоатација острига, али и изградња брана на рекама, загађење, аквакултура, нафтне бушотине, обновљиви извори енергије и инвазивна врста биљке из рода Spartina, која својим брзим ширењем у песку не оставља много простора за размножавање ситних бескичмењака којима се ова птица храни. У прошлости је повећано прикупљање потковичастих краба (Limulus polyphemus) у САД проузроковало недостатак хране, јер се велика спрутка храни јајима ове крабе. Илегално је ловљена у Бразилу, Кини и на Новом Зеланду, а још увек се лови у Француској. Постоје случајеви уплитања у рибарске мреже. Подложна је птичјем грипу, па је веће епизоотије могу угрозити.

## Велика спрутка у Србији
Посматрања орнитолога из 1843. нам говоре да је ова птица била ретка у Срему и да се појављивала заједно са другим шљукарицама. У прошлости, поред овог, постоји још неколико налаза из околине Ковина. Током друге половине 20. и почетком 21. века је бележена, углавном појединачно, на сеоби и то једино у Бачкој и Банату. На слатинском језеру Русанда 18.09.2007. је посматрана млада јединка велике спрутке која је била у друштву са осталим спруткама. Јужно од Саве и Дунава није нађена. Појављује се у приобаљу различитих плитких водених станишта природног или вештачког порекла. У зимском периоду није регистрована.

## Галерија
- Зимско перје
- Одрасла и млада јединка
- Потрага за храном
- Велике спрутке у лету
- Шљука камењарка (лево) и велика спрутка (десно)
- Јаје из музејске збирке